# Borisz Kalamanosz
Borisz (egyes forrásokban franciás ortográfiával Borics, ahol a c betű sz hangot jelöl) magyar trónkövetelő. Születésének és halálának pontos körülményei nem ismertek. A feltételezések szerint 1113-ban vagy 1114-ben Kijevben született és 1154 körül valahol a magyar-bizánci határon halt meg egy kisebb fegyveres összecsapásban. Anyja Eufémia, Vlagyimir Monomah kijevi nagyfejedelem leánya, Könyves Kálmán második felesége. A magyar krónikák szerint Kálmán házasságtöréssel vádolta feleségét és eltaszította magától. Borisz magát Árpád-házi hercegnek tartotta, Kálmán azonban nem ismerte el őt fiának. Borisz nevét valószínűleg az 1015. július 24-én vértanúhalált szenvedett Szent Borisz után kapta, kinek kultuszát nagyapja, Vlagyimir Monomah előszeretettel ápolta.
Gyermekkoráról semmit nem tudunk, feltehetően Kijevben élt, ahol 1125-ben anyjának testvére, I. (Nagy) Msztiszláv lett a nagyfejedelem. Borisz a magyar történelem egyik legmakacsabb és legelszántabb trónkövetelőjének bizonyult. Három magyar király – II. István, II. Béla és II. Géza – ellenében is megkísérelte megszerezni a magyar trónt és célja eléréséhez megpróbálta igénybe venni szinte valamennyi szomszédos uralkodó segítségét.

## Korai kísérlete a trón megszerzésére?
A Képes Krónika tudósítása szerint II. István uralkodása idején egy Bors nevű ispán próbálta megszerezni a trónt:

„ Mielőtt pedig a király hírt kapott Béláról, úgy határozott az ország, hogy a király után nővérének, Zsófiának Saul nevű fia uralkodjék. Történt pedig, hogy a király Egerben nehéz betegségbe esett, már mindenki azt hitte, hogy halálán van. Hiú reménységtől vezettetve, Bors ispánt és Ivánt az árulók királlyá választották. Mikor pedig a király Isten akaratából jobban lett, Ivánnak fejét vétette, Bors ispánt pedig csúfosan kivetette az udvarból Görögországba, és azt határozták, hogy atyafiságából ezután senki se legyen méltó arra, hogy belépjen a királyi udvarba. Ezért merészelték a főemberek Bélát megjelenteni a királynak, a király ugyanis felette bánkódott azon, hogy nincs ki örökébe lépjen. (Geréb László fordítása)”

A középkori Magyarország történetének kutatói megosztottak abban a kérdésben, hogy a fentebb említett Bors ispán azonosítható-e Borisszal. A krónikarészletben használt ispáni cím, valamint az a tény, hogy Borisz ekkoriban még csak 15 éves kora körül lehetett, inkább arra utal, hogy két különböző személyről beszélhetünk.

## II. János bizánci császár szövetségében

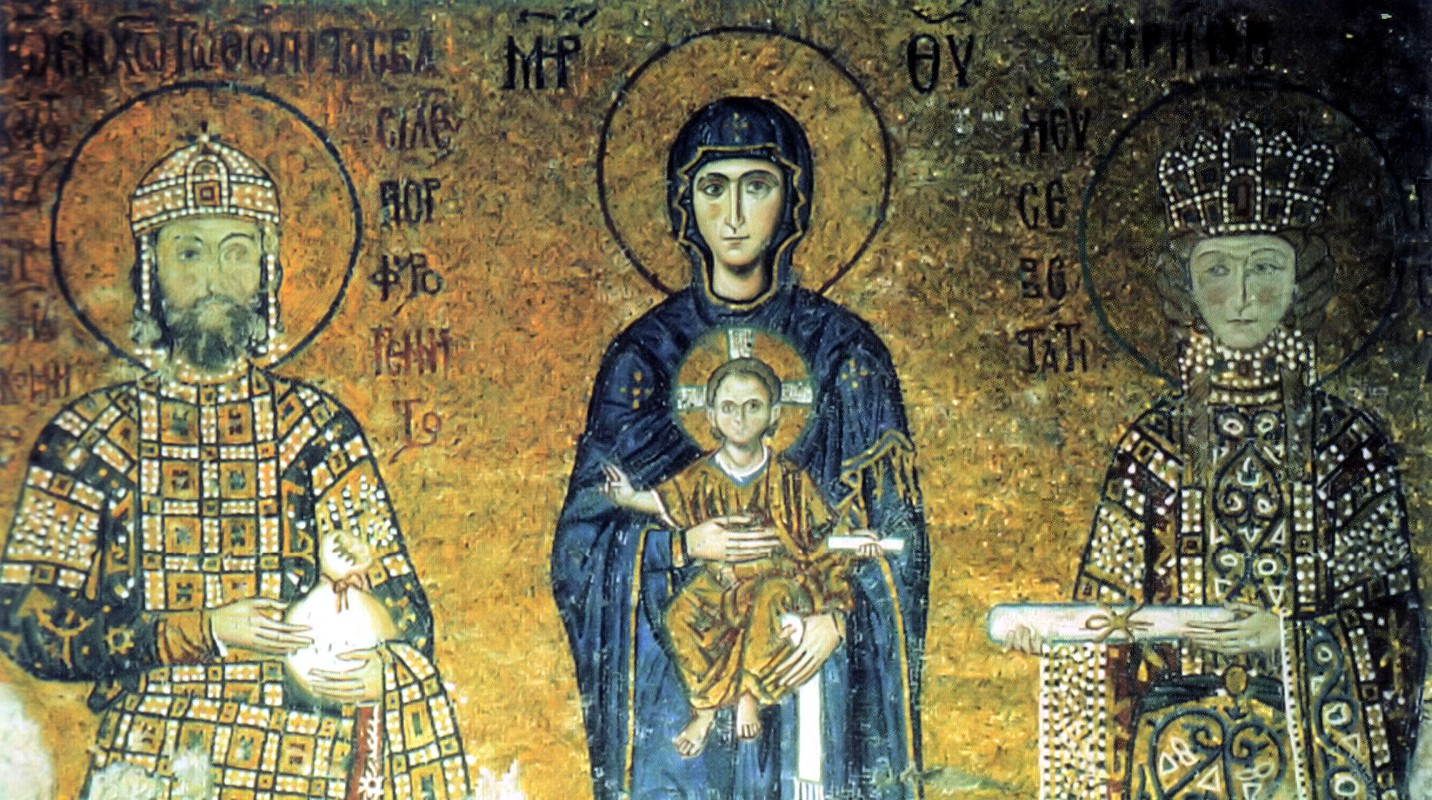
II. János és Piroska

A róla szóló első híradás szerint 1130 körül Bizáncba, II. János (Ióannész) császár udvarába ment, hogy a magyar trón megszerzéséhez támogatást szerezzen. Borisz joggal számíthatott a császár támogatására, mert a magyar-bizánci kapcsolatok az 1127–29-es háború óta megromlottak. II. János valóban barátságosan fogadta, ennek jeleként egyik unokahúgát, Dukász-dinasztiából származó Anna Dukaina hercegnőt adta hozzá feleségül. Borisz Bizáncban egy oklevél tanúsága szerint magát királynak címezte és gyermekeinek is a Kalamanosz és Stephanos neveket adta, ezzel is kifejezve Árpád-házi származását. A kialakult dinasztikus kapcsolat ellenére a császár Borisz politikai terveihez nem adott segítséget, mert a bizánci udvar teljes figyelmét ekkor elsősorban a kisázsiai és itáliai események kötötték le és magának a bizánci császárságnak is ebben az időben trónviszályokkal kellett szembenéznie.

## Lengyel szövetségben
1131. március 1-jén meghalt II. István magyar király és Magyarországon ismét kiéleződtek a hatalmi ellentétek. A magyar főurak egy jelentős csoportja ellenségesen viszonyult a vak II. Béla uralmához, ezért Borisz úgy gondolta, hogy a magyar trón megszerzéséhez ismét kedvezőek számára a feltételek. Mivel II. János továbbra sem támogatta, III. Boleszláv lengyel uralkodó udvarába ment. 

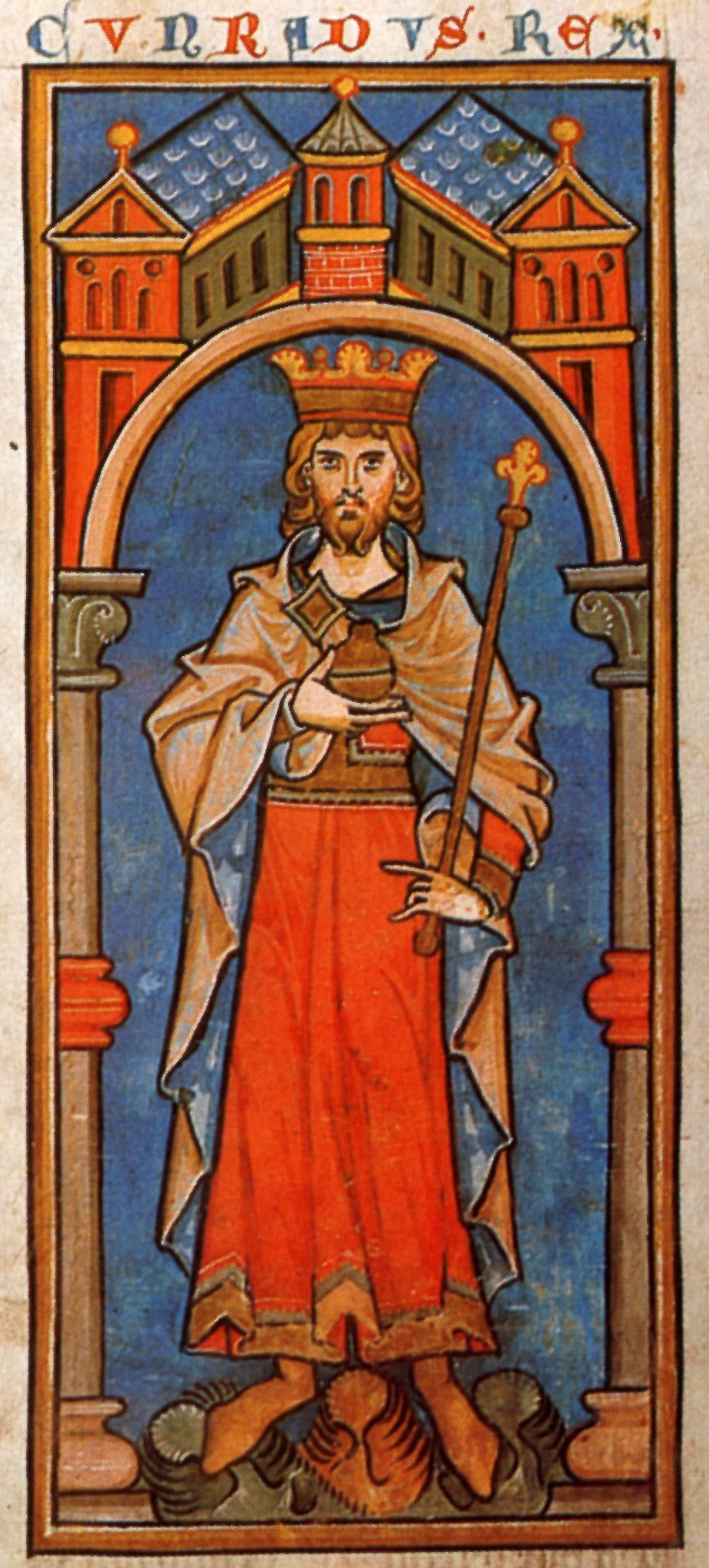
III. Konrád. 13. századi miniatúra

Boleszláv minden támogatást megadott Borisznak a magyar korona megszerzéséhez. Ennek az a magyarázata, hogy a lengyel uralkodó németellenes szövetséget kívánt létrehozni Magyarországgal. A magyar–német kapcsolatok azonban ebben az időben jók voltak és Boleszláv ennek megváltozását remélte Borisz hatalomra juttatásával. A magyar főurak II. Béla uralmával elégedetlen része követséget küldött Lengyelországba, hogy Boriszt meghívja a magyar trónra. Nem ismert a Boriszt Magyarországon pártolók száma, de az 1131-es aradi események ellenére jelentős lehetett, Borisz valószínűleg ekkor állt legközelebb célja megvalósulásához. Végül az 1132. július 22-én a Sajó völgyében vívott csatában II. Béla magyar és osztrák serege súlyos vereséget mért III. Boleszláv és Borisz hadseregére. A magyar király még a csata előtt meggyilkoltatta a Borisz párti főurakat, így a trónkövetelő többé már nem veszélyeztette II. Béla uralmát. 1135 nyarán III. Lothár német-római császár követelésére III. Boleszláv is lemondott Borisz további támogatásáról.

## III. Konrád és Jasomirgott Henrik szövetségében
A Sajó partján elszenvedett vereségtől 1145-ig nem szólnak Boriszról források. Valószínű, hogy ismételt fellépését a magyar–német viszony megromlása váltotta ki. Freisingi Ottó leírásából ismert, hogy ekkor II. Ulászló cseh fejedelem közvetítéssel III. Konrád segítségét kérte a magyar trón megszerzéséhez. III. Konrád szívesen látott volna a magyar trónon II. Géza helyett egy vazallus királyt, ezért megengedte Borisznak, hogy bajor és osztrák területen zsoldosokat toborozzon. Borisz fő támogatója II. Henrik bajor herceg és osztrák őrgróf volt. A toborzott fegyveresek 1146 áprilisában meglepetésszerűen betörtek az országba és elfoglalták Pozsony várát. A II. Géza és Belos bán vezette magyar hadsereg azonban visszafoglalta a várat és 1146. szeptember 11-én a Fischa menti csatában súlyos vereséget mért Borisz és Henrik seregére.

## VII. Lajos francia király keresztes seregében

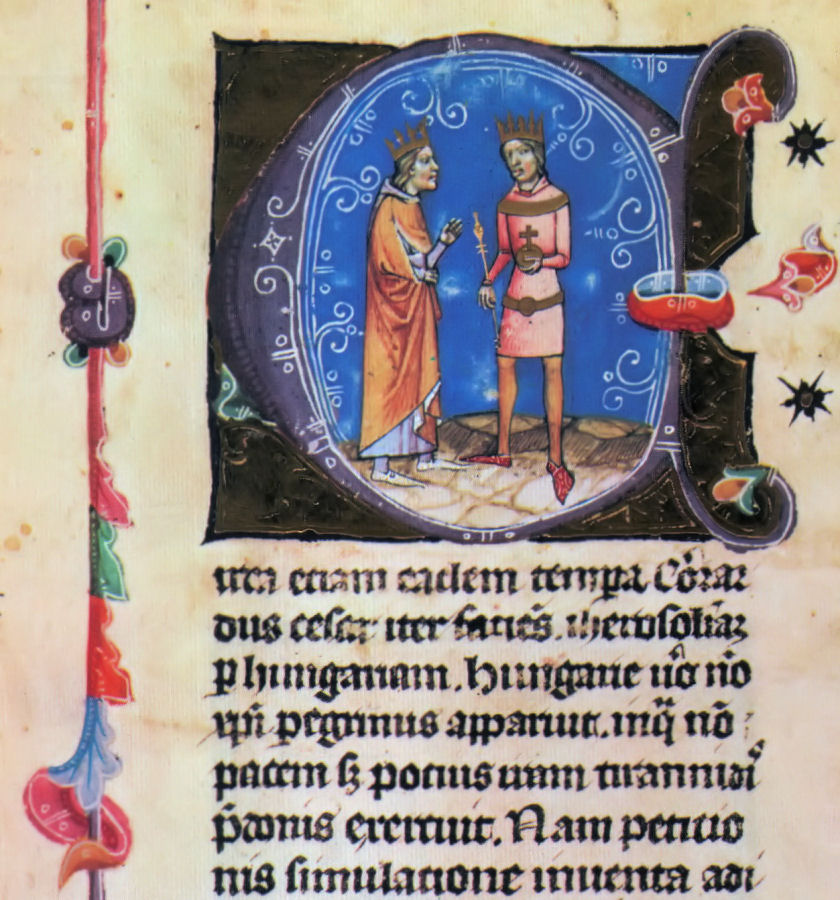
II. Géza és VII. (Ifjú) Lajos. Miniatúra a Képes krónikában

Borisz következő próbálkozása a második keresztes hadjárathoz kapcsolódik. A keresztes hadakat vezető III. Konrád német-római császár és VII. Lajos francia király egy-egy hadsereg élén, külön vonult át Magyarország területén. Borisz ezt jó alkalomnak tekintette, hogy észrevétlenül bejusson az országba. Az erre vonatkozó kérését Konrád és Lajos is elutasították, ezért francia urak segítségével elrejtőzött Lajos keresztesei között. II. Géza nagy jóindulattal fogadta a francia uralkodót, békét és barátságot kötött vele. VII. Lajos lett a keresztapja az ekkor született István hercegnek, a későbbi III. Istvánnak. A két uralkodó személyes kapcsolata vetette meg az alapjait a későbbi francia–magyar politikai együttműködésnek. A Képes krónika szerint Borisz jelenléte ezt a jó kapcsolatot veszélyeztette:
„Később aztán Geycha király egy Gurk [Gyürk] nevű vitéz jelentéséből értesült arról, hogy Borich, Kálmán király fattyú fia Franciaország királyának kíséretében van. Ekkor követeket küldött hozzá, mondván: »Nem szép dolog rosszal fizetni a jóért, nem illik hozzád, hogy védelmezd azt, aki az én életemre tör.«” (Bellus Ibolya fordítása)
Végül a közjáték nem zavarta meg a két király barátságát. Lajos úgy ítélte meg, hogy Borisz – mint a bizánci császár rokona – még jó szolgálatot tehet neki, ezért magával vitte Bizáncba.

## I. Mánuel bizánci császár szövetségében
Bizáncba érkezésekor az európai katonai és politikai helyzet nem kedvezett Borisznak. 1148 végén létrejött a „két császár szövetsége”, Európát – a történelem során első ízben – néhány évre két nagy politikai–katonai szövetség osztotta ketté. Magyarország a Bizánccal és a Német-római Birodalommal ellentétes oldalon, a francia-normann szövetségében vett részt a konfliktusban. Az ellentétek Itália birtoklása körül keletkeztek, de a felek a döntést nem itt, hanem a mellékhadszíntereken próbálták döntésre vinni. Ilyen hadszíntérnek számított a bizánci fennhatóság alatt álló Szerbia, ahol a magyar király II. Uros szerb nagyzsupán lázadását támogatta. Az 1149-től 1155-ig tartó magyar–bizánci háborúban I. Mánuelnek nem volt célja a Magyar Királyság meghódítása, vagy alávetése, csak a birodalom balkáni határait kívánta biztosítani egy itáliai hadjárat esetére. Borisz részt vett a háborúban, de magyarországi hatalmi igényeinek eléréséhez semmilyen támogatást nem kapott. 1150-ben a Tara patak melletti csata után egy bizánci seregrész élén benyomult a Temesközbe és végigpusztította a vidéket, de II. Géza seregének megjelenésekor visszamenekült Mánuel táborába. A magyar történelemben ez volt az első eset, hogy egy trónkövetelő bizánci hadsereg élén tört be az országba. A magyar–bizánci háború végül 1155-ben békekötéssel zárult, röviddel előtte Borisz egy kisebb határmenti összecsapásban – Freisingi Ottó híradása szerint – „egy kunnak vagy szkítának nyilától találva megöletett”.